# Страйк (телесеріал)
«Страйк» (англ. Strike) — британський детективний телесеріал компанії BBC, екранізація серії романів Джоан Роулінг (під псевдонімом Роберт Ґалбрейт) про приватного детектива Корморана Страйка.
Серіал заснований на чотирьох книгах циклу «Корморан Страйк»: «Кувала зозуля», «Шовкопряд» (англ. The Silkworm), «Кар'єра лиходія» (англ. Career of Evil) і «Убивчий білий» (англ. Lethal White). Перші п'ять епізодів засновані на перших двох книгах та виходили з 27 серпня по 17 вересня 2017 року. Ще два епізоди, засновані на третій книзі, виходили з 25 лютого по 4 березня 2018 року. Показ четвертого сезону, заснованого на четвертій книзі, відбувся в період з 30 серпня по 13 вересня 2020 року. Вихід 5 сезону за романом «Дурна кров» відбувся в період з 11 по 19 грудня 2022. Сьюзен Таллі та Том Едж, які працювали над «Убивчим білим», повернулися як режисер і сценарист, відповідно.

## Сюжет
Ветеран війни Корморан Страйк, що втратив у бою ногу, стає приватним детективом. Він працює в маленькому офісі на Денмарк-стріт у Лондоні. Попри свої психологічні та фізичні проблеми, набуті на полях битв, він намагається вести звичайне повсякденне життя — і йому вдається розкривати вельми заплутані справи. Робін Еллакотт починає працювати його тимчасовою секретаркою, але згодом стає надійною помічницею у спільних розслідуваннях.

## У ролях
- Том Берк — Корморан Страйк
- Голлідей Ґрейнджер — Робін Еллакотт
- Керр Логан — Метью Канліфф
- Бен Кромптон[en] — Шпеник
- Наташа О'Кіфф — Шарлотта Кемпбелл
- Кілліан Скотт — Ерік Вордл
- Саргон Єлда — детектив-інспектор Річард Енстіс
- Джозеф Квінн — Біллі Найт

## Сезони та епізоди
| Сезон | Кількість епізодів | Прем’єра        | Прем’єра        | Середня кількість глядачів у Великій Британії, млн |
| Сезон | Кількість епізодів | початок         | закінчення      | Середня кількість глядачів у Великій Британії, млн |
| ----- | ------------------ | --------------- | --------------- | -------------------------------------------------- |
| 1     | 3                  | 27 серпня 2017  | 3 вересня 2017  | 8,45                                               |
| 2     | 2                  | 10 вересня 2017 | 17 вересня 2017 | 8,35                                               |
| 3     | 2                  | 25 лютого 2018  | 4 березня 2018  | 8,08                                               |
| 4     | 4                  | 30 серпня 2020  | 13 вересня 2020 | 7,82                                               |
| 5     | 4                  | 11 грудня 2022  | 19 грудня 2022  | 6,92                                               |